# Cees Sipkes
Cornelis (Cees) Sipkes (Haarlem, 22 oktober 1895 - Oostvoorne, 2 januari 1989) was een Nederlandse plantenkweker en florist, die zich ontwikkelde tot tuinarchitect. Als kenner van inheemse wilde planten was hij een pionier op het gebied van de aanleg van heemtuinen en liet hij zich ook uit over beheer en inrichting van natuurterreinen, met name  duingebieden.

## Biografie
Cees Sipkes groeide op in Haarlem. Zijn moeder was Therèse Johanna Voet. Zijn vader, Feiko Sipkes, kweekte aardbeien en bracht hem in contact met Jac. P. Thijsse, gezien Cees' voorkeur voor wilde planten. Na het gymnasium in Haarlem volgde Sipkes een opleiding aan de tuinbouwschool in Aalsmeer. Cees had een zuster die ruim anderhalf jaar jonger dan hij was.

### Kweken en wilde planten
In 1918 begon Sipkes mede op aanraden van Thijsse een kwekerij van wilde planten. Hij noemde die "De Teunisbloem". Dat was een eerbetoon aan de hoogleraar Hugo de Vries, die op basis van kruisingen van de teunisbloem zijn mutatietheorie had bedacht. De kwekerij was gevestigd aan de Zijlweg tussen Haarlem en Overveen.  Zijn uitgangspunt was, dat de wilde flora in tuin en park kan worden toegepast. Menig tuinontwerp werd volgens deze conceptie door hem gemaakt en uitgevoerd.
Sipkes was al 24 toen de Nederlandse Jeugdbond voor Natuurstudie (NJN) werd opgericht in 1920, en kon vanwege de leeftijdsgrens van deze bond geen lid meer worden. Maar hij fungeerde wel als begeleider op kampen. Hij was ook actief lid van de Koninklijke Nederlandse Natuurhistorische Vereniging (KNNV).
In 1924 publiceerde hij een artikel in De Levende Natuur over het kweken van wilde planten. Daarin zette hij uiteen dat hij niet alles kweekte, maar een "aantal soorten (had) uitgekozen die opvallen door schoonheid, bijzondere biologische eigenschappen, of omdat ze kenmerkend zijn voor het karakter van het landschap, geschikt voor rotspartijen, voor droge terreinen of voor duinen aan zee." (p. 15) Ook hier ontbreken de zelfgemaakte foto's (o.a. van planten op zijn eigen kwekerij) niet. Hij riep op om voorzichtig te zijn met het verzamelen van planten in het wild, tenzij er sprake is van "ontginningen" van natuurgebieden, waar hij dan weer graag van op de hoogte wilde worden gesteld.
In 1945 stopte Sipkes met "De Teunisbloem" en ging hij op Voorne wonen en werken. Hij werd er beheersadviseur van het Administratiefonds Rotterdam. Dit fonds beheerde een deel van Voornes Duin, een gebied vanaf 1927 in beheer bij het Zuid-Hollands Landschap. Hij trad tijdelijk ook als beheersadviseur op voor het duinterrein van de Vereniging tot Behoud van Natuurmonumenten in Nederland op Voorne.
Hij was behalve kweker en adviseur vier jaar docent aan de Hogere Opleiding voor Tuinarchitectuur te Boskoop.

### Reizen
Cees Sipkes reisde veel en hield voordrachten over zijn reizen, onder andere voor de Maatschappij voor Tuinbouw en Plantkunde. Voor die tijd opmerkelijk was zijn reis "in zijn eentje, op de fiets, met kampeerbagage en al, in 1920 naar Marokko en Algiers." Andere landen van Europa die hij bezocht tijdens zijn floristische reizen waren o.a. Engeland en Ierland, België, Frankrijk, Spanje, Italië en de Balkanlanden.
Hij schreef ook over zijn reizen, bijvoorbeeld over een (botanische) reis naar Westfalen in 1914, in De Levende Natuur en over een reis naar Zuid-Engeland in oktober 1920. Hij verlevendigde zijn artikelen met zelfgemaakte foto's. In 1938 bezocht hij de streek rond Boulogne-sur-Mer in Frankrijk; in 1939 leidde hij er een excursie van de Nederlandsche Natuurhistorische Vereeniging.

### Huwelijk
Sipkes trouwde op 11 oktober 1923 met Geurtje Max, 25 jaar, geboren te Haarlem, onderwijzeres; dit huwelijk werd 17 mei 1932 ontbonden door echtscheiding.
Zijn tweede echtgenote was Bep Martens.

## Werk

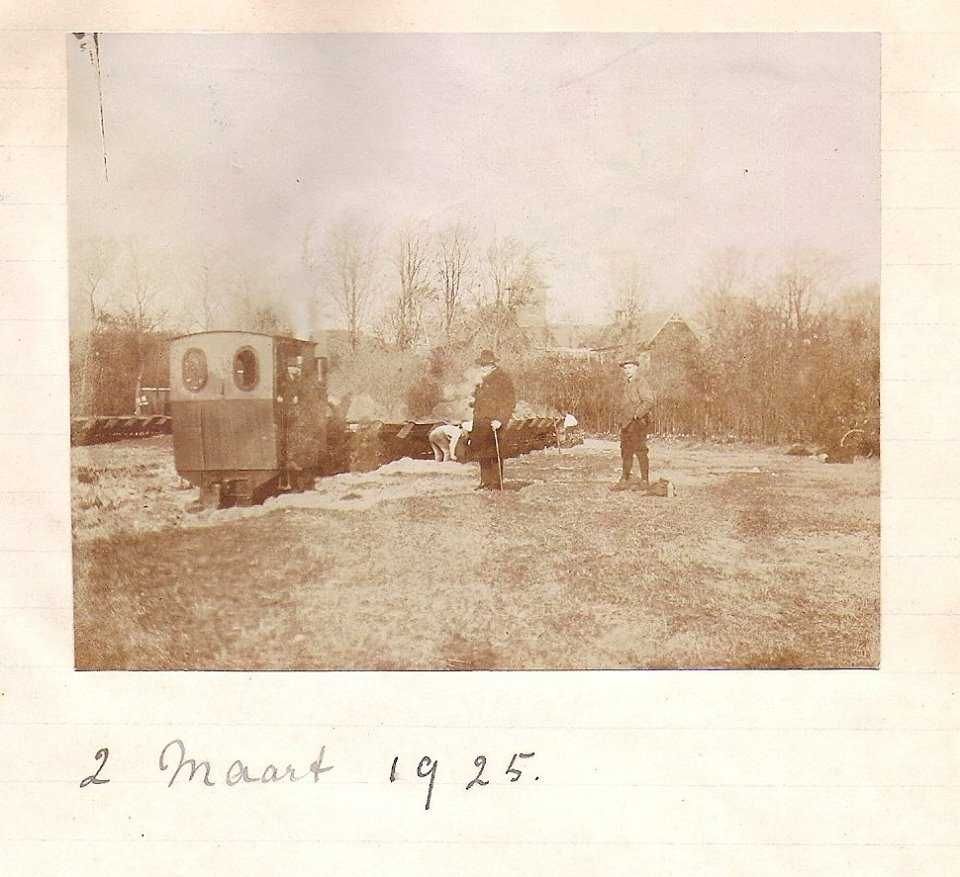
De aanleg van Thijsse's Hof; de linker persoon (met de wandelstok) is waarschijnlijk Leonard Springer; de rechter (de jongeman) Cees Sipkes

### Thijsse's Hof
In 1925 kreeg Sipkes de opdracht om Thijsse's Hof in Bloemendaal aan te leggen en te beplanten. Thijsse's Hof was de eerste heemtuin van Nederland, ontworpen door Leonard Anthony Springer in nauw overleg met Jac. P. Thijsse. De samenwerking met Springer moet niet altijd eenvoudig geweest zijn. Zo liet de gemeente Bloemendaal met toestemming van Springer veel voedselarm zand afvoeren en zwarte grond opbrengen. Daar was Sipkes (en ook Thijsse) tegen, omdat een grote voedselrijkdom voor een tuin van wilde planten door hem minder geschikt werd geacht. Sipkes bleef zijn hele leven als bezoeker en adviseur betrokken bij de Hof en bracht ook vaak zaden en plantmateriaal mee.

### Tenellaplas
"Op Voorne ontplooide Sipkes zijn talenten als natuurbeschermer en natuurbeheerder. Hij bezat een welhaast ongeëvenaarde kennis van de duinflora."
In het kader van zijn functie bij het Administratiefonds Rotterdam legde Sipkes in 1949/1950 bij Rockanje in een gebied dat door de Duitse bezetters in de Tweede Wereldoorlog was afgeplagd en ontzand het heempark "De Tenellaplas" aan.  Dit was een landschapstuin van enkele hectaren groot. In de tuin werd met een zandzuiger een 0,75 ha. grote duinplas uitgegraven met geleidelijk aflopende oevers. Daardoor ontstond een nat-vochtig-droog-gradiënt met een grote soortenrijkdom. Gegeven Sipkes belangstelling kwam er een groot aantal soorten orchideeën in de tuin. De strijd tegen de konijnen - een andere passie van Sipkes - kreeg hier ook veel aandacht.
In de omgeving kwam op vrij grote schaal het zeldzame teer guichelheil Anagallis tenella voor. Dat inspireerde Sipkes tot de naam van het heempark.
Het gehele terrein omvatte ongeveer 3,5 ha. Sipkes hoopte dat er zich na het afgraven op de oostelijke flauw-glooiende oever een vegetatie zou kunnen ontwikkelen zoals die in jonge duinvalleien voorkomt, met (fraai) duizendguldenkruid Centaurium pulchellum, knopige vetmuur Sagina nodosa, parnassia Parnassia palustris, orchideeën en gentianen. Hij verwachtte dat als de konijnen zouden wegblijven de flora na ongeveer 6 jaar op haar hoogtepunt zou kunnen zijn.
Na 10 jaar was het terrein uitgegroeid tot het "instructief plantsoen 'De Tenellaplas'". Ook noemde Sipkes het toen al een "heempark", waarvan de aanleg - zo merkte hij op - weliswaar niet direct als 'natuurbescherming' gezien (kan) worden, maar toch in hoge mate de natuurbeschermingsgedachte bij de bezoekers bevordert, ons leert over het beheer van natuurterreinen en ons een richting van landschapsarchitectuur laat zien die door velen gewaardeerd wordt.
In 1981, hij was toen inmiddels 85 jaar oud, was Sipkes, "de man van de Tenellaplas" geworden. Terugkijkend op zijn leven vertelde hij met enige trots dat hij in 1925 de eerste was die in praktijk bracht dat wilde flora in tuinen en parken kon worden ingepast. Anno 1981 konden rond de Tenellaplas 160 soorten planten worden geteld, waaronder 20 soorten orchideeën, en was Sipkes nog niet van plan met zijn werkzaamheden in het heempark aan de Tenellaplas te stoppen.
Op zijn negentigste verjaardag mocht Sipkes Koningin Beatrix rondleiden langs de Tenellaplas.
Er is wel geopperd dat de activiteiten van Sipkes rond de Tenellaplas ook wel tot vormen van floravervalsing hebben geleid. Zo wordt algemeen aangenomen dat hij de maretak Viscum album op Voorne introduceerde. Bij een excursie van het laboratorium Technische Botanie uit Delft in 1956 toonde Sipkes vol trots de zaailingen van Viscum op enkele populiertjes bij de Tenellaplas (herinnering F. Lippe 2018). In een interview in 1981 zei hij: "En, afgezien van een enkel ongelukje vindt (sic) ik het een aanwinst, wanneer planten zich vanuit het park in de omgeving verspreiden." In 1984 ging Sipkes in een artikel in De Levende Natuur in op het vraagstuk van het risico van "ontsnappingen" uit heemtuinen en botanische collecties. Een jaar later besprak ook Londo dit vraagstuk uitgebreid in een artikel in het "Sipkes-nummer" van het tijdschrift Gorteria.

### Andere werkzaamheden
In 1979 leverde Sipkes een bijdrage aan het ontwerp van de heemtuin "Hof van Piershil" in het dorp  Piershil in de Hoeksche Waard.
Sipkes heeft ook veel zorg besteed aan het duinterrein rondom het biovakantieoord te Bergen aan Zee. Hij werkte er veertig jaar aan de loofhoutbeplanting van het Russenduin.

## Sipkes vereerd en vernoemd
Sipkes is op verschillende manieren vereerd.
Zo is er een cultivar van de Italiaanse cipres Cupressus sempervirens naar Sipkes genoemd: Cupressus sempervirens 'Cees Sipkes' (synoniem: Cupressus sempervirens 'Anja').
Ook is in de duinen van Voorne een pad door de duinen ("slag") naar Sipkes genoemd. Het Zuid-Hollands Landschap vernoemde in 1960, ter gelegenheid van zijn vijfenzestigste verjaardag, de "C. Sipkesslag" naar hem.
Sipkes werd vanwege zijn bijzondere verdiensten benoemd tot erelid van de Koninklijke Nederlandse Natuurhistorische Vereniging. Hij was buitengewoon lid van de Nederlandse Vereniging voor Tuin- en Landschapsarchitectuur.
Hij ontving in december 1977 de Heimans en Thijsse Prijs, ingesteld door de Heimans en Thijsse Stichting. Bij die gelegenheid noemde Victor Westhoff hem "een onvervalste en waardige nazaat van Heimans en Thijsse".
In 1985 verscheen een speciaal nummer van het tijdschrift Gorteria, dat "het Sipkes-nummer" werd genoemd (dubbelnummer 11/12 van vol. 12, 1985) In het nummer stond onder andere een artikel van M.J. Adriani en B.M. Lensink (Adriani en Lensink, 1985) en van G. Londo (Londo, 1985).
Kort voor zijn negentigste verjaardag werd Sipkes benoemd tot Ridder in de Orde van Oranje Nassau.